# 1597.
◄ | 15. stoljeće | 16. stoljeće | 17. stoljeće | ►
◄ | 1560-ih | 1570-ih | 1580-ih | 1590-ih | 1600-ih | 1610-ih | 1620-ih | ►
◄◄ | ◄ | 1594. | 1595. | 1596. | 1597. | 1598. | 1599. | 1600. | ► | ►►
Arhitektura • Astronomija • Glazba • Kazalište • Kiparstvo • Knjige • Književnost • Kršćanstvo • Medicina • Politika • Pravo • Promet • Slikarstvo • Znanost

## Događaji
- 5. svibnja – Otvoren Isusovački kolegij u Ljubljani, prva visokoškolska ustanova na tlu Slovenije.

## Smrti
- 6. veljače – Franjo Petrić (Petric, Petričević), filozof, polihistor, grecist i latinist (* 1529.)
- 9. lipnja – Josip de Anchieta, španjolski isusovac i svetac Katoličke crkve (* 1534.)
- 21. prosinca – Petar Kanizije, nizozemski svetac (* 1521.)

## Vanjske poveznice
|  | Zajednički poslužitelj ima još gradiva o temi 1597. |